# جمعية المصورين التشغيليين
جمعية المصورين التشغيليين (بالإنجليزية: Society of Operating Cameramen) (SOC) تأسست الجمعية في عام 1979 تحت اسم جمعية المصورين التشغيليين (Society of Operating Cameramen)، وتتمثل مهمتها الأساسية في النهوض بالفن، والحرفية، والإسهام الإبداعي لمشغل الكاميرا في صناعات الأفلام والتلفزيون. تمثل جمعية (SOC) مشغلي الكاميرات، ومساعدي الكاميرا، ومديري التصوير بالإضافة إلى الحرف الأخرى ذات الصلة. تفتخر قائمتها بعضوية عالمية تمثل تنوعًا ثقافيًا كبيرًا ضمن صناعات صناعة الأفلام التقنية.
تنشر (SOC) أيضًا مجلة «المصورين التشغيليين Operating Cameraman» أربع مرات سنويًا، والتي تأسست في عام 1991، وأعيدت تسميتها إلى مجلة «مشغل الكاميرا Camera Operator Magazine» في عام 2007. كُتبت المجلة من منظور مشغل الكاميرا، وتتناول في كل عدد القضايا ذات الصلة بتصوير الأفلام، وصناعة التلفزيون في جميع أنحاء العالم. تتضمن مقالات حول تطوير كاميرا الأفلام السينمائية (من العصر الصامت إلى المعدات الحديثة)، ونسب الأبعاد، وآداب السلوك، والثورة الرقمية، وموضوعات إعلامية أخرى. تحتوي مجلة «مشغل الكاميرا» على مقالات كتبها الأعضاء الذين يصفون تصوير الأفلام السينمائية، والعروض التلفزيونية الحالية التي كانوا يعملون عليها، وهو تمثيل حقيقي لتجارب مشغلي الكاميرات على الأجهزة وفي الموقع.

## جوائز جمعية المصورين التشغيليين
تستضيف المنظمة مأدبة سنوية، وهي "جوائز جمعية المصورين التشغيليين  للإنجاز مدى الحياة" لتكريم الأعضاء الذين ساهموا، وطوروا حرفة مشغل الكاميرا. يتم التبرع بجزء من عائدات هذا الحدث إلى مركز عيادة العيون التابع لمستشفى الأطفال في لوس أنجلوس.
أعيدت تسمية جمعية مشغلي الكاميرات، بما يناسب أعضائها المتنوعين من الرجال والنساء على حدٍ سواء، وكان شعارها «نراه أولا!»، وهو شعار وصفي يشير إلى حقيقة أن مشغل الكاميرا، من خلال عرض المشهد شخصيًا من خلال عدسة الكاميرا الخاصة بالتصوير اليسنمائي، يرى المشهد فعليًا قبل أي شخص آخر حتى الصحف اليومية.
قال مايكل فريدياني، الرئيس السابق لشركة مركز عمليات الأمن: «بصفتنا مشغلين للكاميرا، نرى الزوايا الدقيقة التي سيشاهدها الجمهور على الشاشة، وليس من الشاشات الموضوعة حول المجموعة التي تعرض» تمثيلاً«لما يراه مشغل الكاميرا ويختبره».

## مشغل الكاميرا للعام – فيلم
تمنح جمعية مشغلي الكاميرات جائزة سنوية لإنجازاتهم البارزة في مجال صناعة الأفلام في عام معين. تم منح الجائزة لأول مرة في عام 2008، وبصرف النظر عن عام 2011، يتم تقديمها كل عام منذ ذلك الحين، لإنجازات الأفلام من العام السابق.

## وصلات خارجية
https://soc.org/ جمعية المصورين التشغيليين
https://socawards.com/ جمعية المصورين التشغيليين
https://soc.org/magazine/ جمعية المصورين التشغيليين
https://www.imdb.com/event/ev0001408/2008/1/ جمعية المصورين التشغيليين